# 大木正興
大木 正興（おおき まさおき、1924年6月20日 - 1983年6月10日）は、日本の音楽評論家。
東京府または千葉県出身。1947年、東京帝国大学文学部美学科卒業。1951年、来日したヴァイオリニスト・ユーディ・メニューインの批評でデビュー。『音楽芸術』「東京新聞」「毎日新聞」で演奏批評を担当し、ラジオ・テレビの音楽番組の解説を務めた。跡見学園女子大学教授。子も音楽批評家の大木正純（1945-　）。

## 出演番組
- 家庭音楽鑑賞（NHK-FM）
- 夕べのステレオ（NHK-FM）
- ステレオホームコンサート（NHK-FM）
- 芸術展望（NHK-FM）
- 音楽のすべて（NHK-FM）

## 編著書
- 『名演奏家事典』名曲堂 1950年
- 『レコード読本』編 河出新書 1955年
- 『レコード名演奏家全集 第3 アンサンブル』編 音楽之友社 1963年
- 『室内楽のたのしみ』音楽之友社 1973年
- 『大木正興音楽会批評集 上 (1955年～1966年)』音楽之友社 1980年
- 『大木正興音楽会批評集 下 (1967年～1977年)』音楽之友社 1980年
- 『室内楽名曲名盤100』大木正純共著 音楽之友社 1983年
- 『大木正興新譜月評拾遺』文献資料調査研究所 2008年-2010年

## 論文
- Cinii

## 注
1. ↑  20世紀日本人名事典
2. ↑  日本人名大辞典